# Liebe, Freiheit und Verrat
Liebe, Freiheit und Verrat (Alternativtitel: Kriegsgesetz sowie 4 Uhr nachmittags, Originaltitel: Legge di guerra) ist ein italienisch-französisch-deutscher Kriegsfilm in Schwarzweiß aus dem Jahr 1961 von Bruno Paolinelli. Das Drehbuch verfasste er selbst zusammen mit Giuseppe Berto. In den Hauptrollen sieht man Mel Ferrer, Magali Noël, Peter van Eyck und Jean Desailly. Seine Uraufführung erlebte das Werk am 9. Mai 1961 in Italien. In der Bundesrepublik Deutschland hatte es seine Premiere erst am 18. November 1967 im Programm der ARD.

## Handlung
Kriegswinter 1943 im von der deutschen Wehrmacht besetzten Bosnien. Ein Partisan sprengt nachts einen deutschen Munitionszug in die Luft, in dessen Trümmern drei Soldaten verkohlen. Dann versteckt er sich im Kirchturm seines Dorfes. Den Spuren folgt am nächsten Tag ein deutsches Kommando, das zur Vergeltung dreißig Geiseln erschießen soll. Um 14:30 Uhr sind die Männer zusammengetrieben, ohne Rücksicht auf Alter und Gesinnung, aus jedem fünften Haus einer. Doch der deutsche Hauptmann gibt noch eine Frist bis 16 Uhr, damit der Verantwortliche sich stellen und die Geiseln retten kann. Diese eineinhalb Stunden schildert nahezu zeitgleich der Film. 
Der Mann im Kirchturm, es ist der Dorflehrer Mirco, hat mit einer solchen Entwicklung nicht gerechnet. Größere Partisanenverbände sollten nach dem Anschlag das Tal absperren und Vergeltungsmaßnahmen verhindern. Die Hilfe ist jedoch nicht eingetroffen. Soll er sich jetzt stellen? – Er entscheidet sich für das „Gesetz des Krieges“, das ihm befiehlt, ohne Gnade zu töten. Ja, die Geiselerschießung bedeutet sogar eine Hilfe für die Partisanen, weil die Deutschen damit neuen Hass gegen sich säen.
Inzwischen aber haben die Dorfbewohner gehandelt. Sie halten den Uhrmacher Rede für den Attentäter und liefern ihn aus, womit sie ihre dreißig Männer freikaufen. Für diesen einen nun stellt sich Mirco. Denn der Tod des Uhrmachers, der sich als fanatischer Deutschenhasser gebärdete und doch nur ein feiger Aufschneider war, wäre ja keine Repressalie mehr. Rede stürbe als vermeintlich Schuldiger mit Billigung der Dorfbevölkerung; sein Tod hätte auch keine aufwiegelnde Wirkung mehr, die Mirco „als Soldat“ verantworten könnte. Darum stellt er sich „als Mensch“ – und lässt sich erschießen.

## Kritik
Der Evangelische Film-Beobachter kommt zu folgender Einschätzung: „Überdurchschnittlich gestalteter Diskussionsfilm, der sein heimliches Ja zum Partisanenterror dadurch kaschiert, daß er das Problem durch eine dramaturgisch geschickte Wendung ins rein Menschliche zu lösen versucht. Ab 16 unbedingt des Überdenkens wert!“  Cinefacts.de bezeichnet das Werk als ein „erschütterndes Plädoyer für Moral und Menschlichkeit“.